# Claudia Amengual
Claudia Amengual (ur. 7 stycznia 1969 w Montevideo) – urugwajska pisarka i tłumaczka. 
Przez kilka lat pracowała jako nauczycielka, a następnie jako tłumaczka przysięgła języka angielskiego. Studiowała literaturę, a także prowadziła badania dotyczące lingwistyki społeczno-kulturalnej. Od 2001 roku prowadzi warsztaty pisarskie. 
Od 1997 publikowała opowiadania w czasopismach, w 2000 roku ukazała się jej pierwsza powieść La rosa de Jericó. Wydana w 2005 roku powieść Desde las cenizas (Z popiołów) została nagrodzona Premio Sor Juana Inés de la Cruz, przyznawaną w Guadalaharze najlepszym utworom hiszpańskojęzycznym.  

## Wybrana twórczość
- La rosa de Jericó, Montevideo 2000, ISBN 9974-670-10-1
- El vendedor de escobas Montevideo 2002, ISBN 9974-49-282-3
- Desde las cenizas, Montevideo 2005, ISBN 9974-95-076-7
- Más que una sombra, Montevideo 2007, ISBN 978-9974-95-152-5
- Nobleza obliga, Montevideo 2009, ISBN 978-9974-670-58-7
- Falsas ventanas, Montevideo 2011, ISBN 978-9974-95-477-9.
- El rap de la morgue y otros cuentos, Miami, 2013, ISBN 978-0-615-90088-9
- Cartagena, Montevideo 2015, ISBN 978-9974-723-61-0
- El lugar inalcanzable, Montevideo 2018, ISBN 978-9974-888-31-9.
- Juliana y los libros. Montevideo 2020, ISBN 978-9974-903-63-0.